# Brigitte Hasenjürgen
Brigitte Hasenjürgen (* 1954) ist eine deutsche Soziologin und Herausgeberin verschiedener soziologischer Fachbücher. Schwerpunkte sind Forschungen in den Bereichen Soziale Ungleichheit, Geschlechterverhältnisse und Migration.

## Leben
Hasenjürgen ist aufgewachsen in Herten in Nordrhein-Westfalen. Sie absolvierte ein Studium der Sozialwissenschaften, Katholischen Theologie und Erziehungswissenschaften an der Westfälischen Wilhelms-Universität in Münster. Nach dem Studium arbeitete sie in Bremen im selbstverwalteten Betrieb CON, einem Verlag, Buchvertrieb und Filmverleih zu den Themen Dritte Welt und Ausländer in der BRD. In den Folgejahren war Hasenjürgen wissenschaftliche Mitarbeiterin an der Universität Bremen, der Universität GH Essen und der Ruhr-Universität Bochum. Promoviert wurde sie 1995 an der Westfälischen Wilhelms-Universität zum Thema Reproduktion sozialer Macht im wissenschaftlichen Feld.
Von März 1998 bis Juli 2019 war Hasenjürgen als Professorin für Soziologie an der Katholischen Hochschule NRW, Abt. Münster, tätig. Seitdem ist sie an der Abteilung Köln als Lehrbeauftragte beschäftigt.
Hasenjürgen gehört dem Netzwerk Frauen- und Geschlechterforschung NRW an.

## Veröffentlichungen (Auswahl)
- Brigitte Hasenjürgen: Frauenarbeit, Frauenpolitik in Afrika, Asien, Lateinamerika und Osteuropa: internationale Diskussionen. Westfälisches Dampfboot, Münster 1993, ISBN 3-924550-87-5.
- Brigitte Hasenjürgen: Soziale Macht im Wissenschaftsspiel: SozialwissenschaftlerInnen und Frauenforscherinnen an der Hochschule. Westfälisches Dampfboot, Münster 1996, ISBN 3-929586-53-3.
- Brigitte Hasenjürgen, Christiane Rohleder: Geschlecht im sozialen Kontext: Perspektiven für die soziale Arbeit. Verlag Barbara Budrich, 2005, ISBN 3-938094-81-8.
- Karin Böllert, Peter Hansbauer, Brigitte Hasenjürgen, Sabrina Langenohl: Die Produktivität des Sozialen – den sozialen Staat aktivieren: Sechster Bundeskongress Soziale Arbeit. Springer-Verlag, 2006, ISBN 3-531-15150-9, doi:10.1007/978-3-531-90442-9.
- Marie Jahoda: Ich habe die Welt nicht verändert": Lebenserinnerungen einer Pionierin der Sozialforschung. Herausgegeben von Steffani Engler, Brigitte Hasenjürgen, Beltz-Verlag, Weinheim 2002, ISBN 978-3-593-35821-5.
- Ilse Lenz, Andrea Germer, Brigitte Hasenjürgen: Wechselnde Blicke: Frauenforschung in internationaler Perspektive. Springer-Verlag, 2013, ISBN 978-3-938094-81-5, doi:10.1007/978-3-663-11818-3.